# Velódromo de Roubaix
O velódromo de Roubaix ou velódromo André-Pétrieux, é um velódromo localizado em Roubaix (Nord), na França. Foi inaugurado em 1936 e encontra-se ao este da cidade, entre a avenida Roger-Salengro e a avenida do Parque-dos-Desportos. É conhecido por no segundo domingo de abril, para estar na linha de chegada do Paris-Roubaix, o terceiro dos cinco monumentos do ciclismo

## História
Sucede ao primeiro velódromo de Roubaix, inaugurado em 9 de junho de 1895. e destruido em 1924, e que tinha acolhido a Paris-Roubaix desde a sua criação até em 1914.
André Pétrieux pai era o padrão de um bar localizado na esquina das ruas Jules-Guesde e de Lannoy : « Em Pétrieux » É igualmente um dos criadores da Bicicleta Clube de Roubaix Lille Território metropolitano. O seu tio, que tinha igualmente o nome André Pétrieux foi adjunto dos desportos da cidade de Roubaix. Segundo o eleito local Henri Planckaert, igualmente amigo pessoal de André Pétrieux tio : «André Pétrieux, o Velódromo leva o nome do pai e dos tios, ainda que para mim é sobretudo para os tios.»

## Estruturas
O velódromo dispõe dos seguintes equipamentos seguintes :
- uma pista de ciclismo em pista em betão de um comprimento de 499,75 m, de 6 m de largura e das virages inclinados a 15,4°.[5][6]
- um Campo de rugby union que acolhe os partidos do Rugby Clube de Roubaix.

## Competições acolhidas
O velódromo de Roubaix é o lugar de chegada da Paris-Roubaix desde 1943. (excepto as edições 1986 a 1988
O velódromo de Roubaix acolheu igualmente os campeonatos da França de ciclismo em pista em 1966 e 1971 e é desde 2006 o marco de uma carreira de ciclocross disputada em janeiro e tornada uma manga da copa do Mundo de Ciclocross em 2008-2009. 2009-2010 e 2012-2013.